# Festőbéka
A festőbéka (Dendrobates tinctorius) a kétéltűek osztályába, a békák rendjébe és a nyílméregbéka-félék családjába tartozó faj.

## Élőhelyei
Brazília, Francia Guyana, Guyana és Suriname esőerdeiben honos.

## Alfajok
- kék nyílméregbéka (Dendrobates tinctorius azureus) Hoogmoed, 1989 – korábban önálló fajnak gondolták.

## Megjelenése
A festőbéka a legnagyobb termetű nyílméregbékák egyike. Ha egy ragadozó el akarja fogyasztani, mérgező vegyületek keverékét bocsátja ki a bőrén át. A méreg izomgörcsöket okoz, amely arra készteti a ragadozót, hogy köpje ki a békát, és soha többé ne nyúljon ilyen színes példányhoz. Testhossza 5 cm az orrától a faráig.

## Életmódja
Táplálékai rovarok és más apró gerinctelenek.

## Kapcsolat az őslakosokkal
Élőhelyén az őslakosok egykor arra használták a festőbéka bőrváladékát, hogy megváltoztassák a háznál tartott papagájaik növekvő tollainak színét. A helyi törzsek nagy becsben tartották ezeket a különleges módon festett tollakat.